# فيبيكي سكوفتيرود
فيبيكي سكوفتيرود (بالنرويجية: Vibeke Westbye Skofterud )‏ (و. 1980 – 2018 م) هي متزحلقة، من النرويج، شاركت في التزلج الريفي في الألعاب الأولمبية الشتوية 2002 ‏، وبطولة العالم للتزلج النوردي على الثلج 2003 ‏، وبطولة العالم للتزلج النوردي على الثلج 2005 ‏، وبطولة العالم للتزلج النوردي على الثلج 2007 ‏، وبطولة العالم للتزلج النوردي على الثلج 2001 ‏، والتزلج الريفي في الألعاب الأولمبية الشتوية 2010 ‏، والتزلج الريفي في الألعاب الأولمبية الشتوية 2010 – سيدات 4 × 5 كيلومتر تناوب ‏، وبطولة العالم للتزلج النوردي على الثلج 2011 ‏، توفيت عن عمر يناهز 38 عاماً.

## وصلات خارجية
- فيبيكي سكوفتيرود على موقع IMDb (الإنجليزية)
- فيبيكي سكوفتيرود على موقع الاتحاد الدولي للتزلج (التزلج الريفي) (الإنجليزية)
- فيبيكي سكوفتيرود على موقع أوليمبيديا (الإنجليزية)